# Bellini (gruppo musicale tedesco)
Le Bellini sono un girl group tedesco di musica dance pop formatosi nel 1997.

## Storia
Il gruppo è stato prodotto dal duo composto da Ramon Zenker e Gottfried Engels, conosciuto come The Bellini Brothers, nome da cui deriva quello della stessa band e che è a sua volta ispirato a quello del calciatore brasiliano Hilderaldo Bellini.
Con una formazione multietnica composta dal marocchino Mustafa Makhloufi, dalla tedesca Tanja Niethen, dalla thailandese Onni Khoei-Arsa, dalla brasiliana Dandara Santos-Silva e dall'indonesiana Dewi Sulaeman, nel 1997 il gruppo ha prodotto il singolo Samba de Janeiro, che è diventato un successo internazionale. Il brano utilizza un campionamento di Tombo in 7/4 di Airto Moreira, brano datato 1972.
La "hit" ha dato il nome anche al primo album in studio del gruppo, che è successivamente diventato un gruppo solo al femminile dopo l'addio di Makhloufi.
Nel periodo 1999-2000 i produttori hanno fatto alcune audizioni per riformare la band, nel frattempo scioltasi.
Il gruppo è ritornato ufficialmente sulle scene nel 2004 e ha pubblicato alcuni singoli fino al 2010, anno di un nuovo scioglimento.
Nel 2013, con una nuova formazione, il gruppo si è esibito in diverse occasioni e ha poi pubblicato il secondo album Festival.

## Formazione
Formazione dal 2018
- Dandara Santos-Silva
- Lisa Frieg
- Megan Sierz

Ex componenti
- Onni Khoei-Arsa (1997-1999)
- Tanja Niethen (1997-1998)
- Dewi Sulaeman (1997-1998)
- Mustafa Makhloufi (1997-1997)
- Sabrina Schmieder (1999-2009)
- Fabiana (1999-2003)
- Emilia Rizzo (2004-2004)
- Milena (2005-2009)
- Annemarie Carpendale (2000-2005)
- Myrthes Monteiro (2013-2014)
- Tracey Ellis (2013-2014)
- Maria Efeldt (2013-2014)

## Discografia

### Album in studio
- 1997 – Samba de Janeiro
- 2014 – Festival

### Raccolte
- 2001 – Samba de Janeiro - Non-Stop Best of Bellini

### Singoli
- 1997 – Samba de Janeiro
- 1997 – Carnaval
- 1998 – Me gusta la vida
- 1999 – Saturday Night
- 2000 – Samba de amigo
- 2000 – Arriba allez
- 2001 – Brazil (en fiesta)
- 2004 – Tutti Frutti
- 2007 – Let's Go to Rio
- 2014 – Samba do Brasil